# Johannes Richter (General)

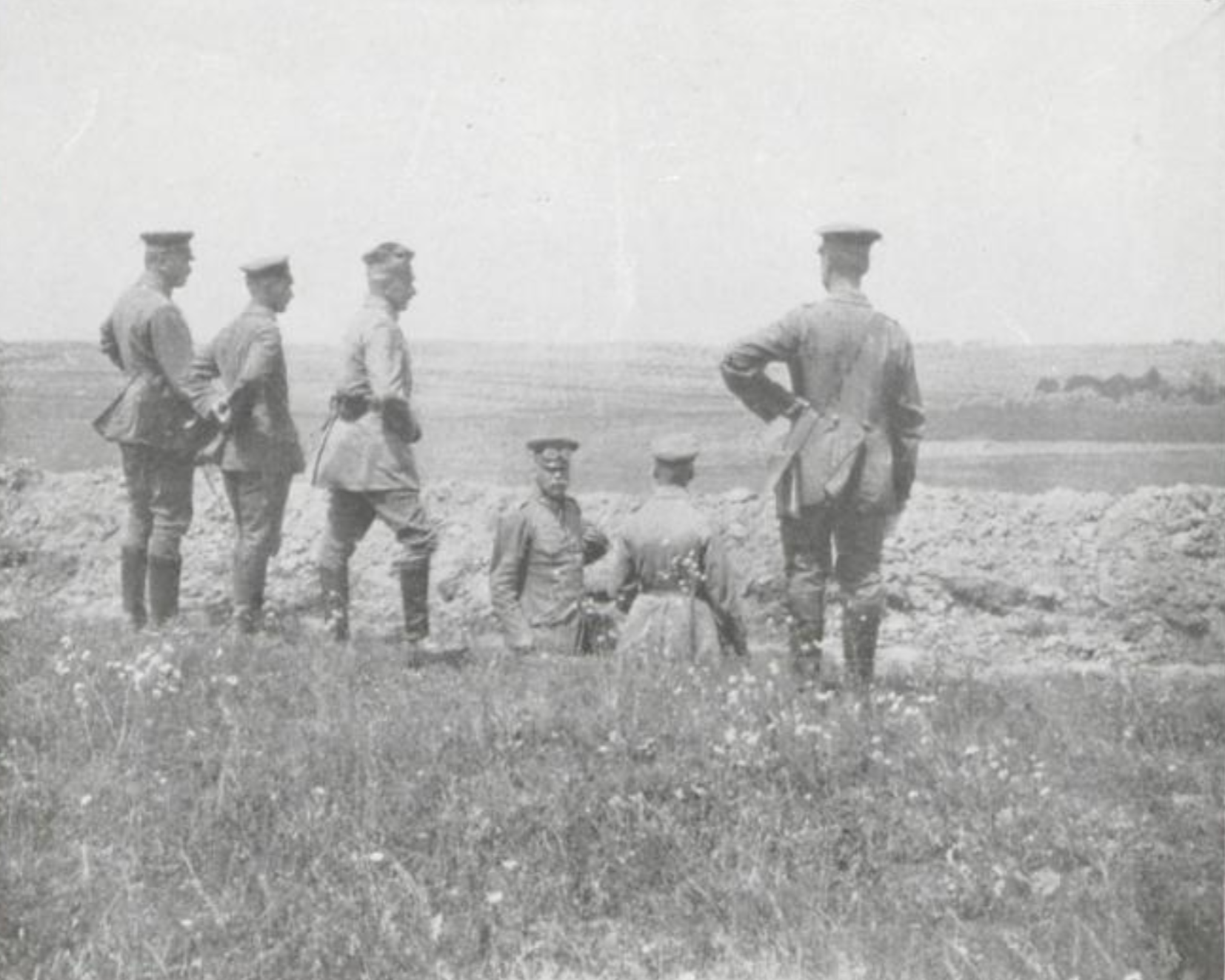
Oberst Johannes Richter und sein Divisionskommandeur, Generalleutnant Ernst Heinrich von der Becke, 1915

Johannes Friedrich Emil Richter (* 20. Oktober 1863 in Dresden; † 15. Mai 1918) war ein sächsischer Generalmajor.

## Leben
Johannes Richter besuchte das Gymnasium zu Heiligen Kreuz in Dresden, wo Friedrich Pudor und Friedrich Hayn zu seinen Klassenkameraden zählten. 1883 trat er als Avantageur in die königlich-sächsische Armee ein und wurde am 20. April 1884 zum Fähnrich beim 2. Grenadier-Regiment Nr. 101 „Kaiser Wilhelm, König von Preußen“ unter Oberst Gottlob von Hodenberg ernannt. Am 23. Januar 1885 avancierte er zum Leutnant beim Regiment und durchlief in den folgenden Jahren eine typische militärische Laufbahn. Die Beförderung zum Oberleutnant erlebte er am 22. April 1892 beim 3. Jäger-Bataillon Nr. 15. Am 17. April 1898 erfolgte seine Beförderung zum Hauptmann und Kompaniechef beim 2. Königlich Sächsischen Jäger-Bataillon Nr. 13. Nach Ausbruch des Boxeraufstandes meldete sich Hauptmann Richter freiwillig für den Ostasiatischen Expeditionskorps und nahm an der Unterdrückung des Aufstandes teil. Nach Rückkehr in den Truppendienst beim Jäger-Bataillon wurde er nachfolgend zum persönlichen Adjutanten des Kronprinzen Friedrich August ernannt und wurde mit zahlreichen Orden ausgezeichnet. Nach erneuter Rückkehr in den Truppendienst wurde er nach Beförderung zum Major am 21. Mai 1907 zum Adjutanten der 24. Division (2. Königlich Sächsische) unter General Karl Ludwig d’Elsa befördert. Nachfolgend wurde er Bataillonskommandeur des II. Bataillons beim Infanterie-Regiment „König Wilhelm II. von Württemberg“ (6. Königlich Sächsisches) Nr. 105.
Am 22. Mai 1913 erfolgte seine Beförderung zum Oberstleutnant und etatsmäßigem Stabsoffizier beim 12. Königlich-Sächsischen Infanterie-Regiment Nr. 177. Nach Ausbruch des Ersten Weltkrieges rückte er mit seinem Verband an Front und beteiligte sich an den Kampfhandlungen. Am 6. Juni 1915 wurde er Regimentskommandeur des Königlich-Sächsischen Landwehr-Infanterie-Regiment Nr. 107 und beteiligte sich im selben Monat an den Kämpfen bei Mostyska an der Ostfront. Am 21. des Monats konnte er bei Lemberg einen russischen Großangriff abwehren und am 27. konnte er mit seinem Regiment Theodorshof erobern, sowie dabei 800 russische Kriegsgefangene und 4 Maschinengewehre erbeuten. Für diese Verdienste wurde er am 23. Juli 1915 mit dem Ritterkreuz des Militär-St.-Heinrichs-Ordens ausgezeichnet. Nach einer Erkrankung im Juli des Jahres übergab er dem Major Paul Oppermann die Führung des Regiments. Nachfolgend wurde Oberst Richter nicht mehr verwendet und verstarb im Mai 1918, wobei er davor noch die Beförderung zum Generalmajor erlebte. Er wurde auf dem Trinitatisfriedhof in Dresden begraben.